# Luchoelmis penai
Luchoelmis penai is een keversoort uit de familie beekkevers (Elmidae). De wetenschappelijke naam van de soort werd in 2004 gepubliceerd door Spangler & Staines.